# San Miguel de Abona
San Miguel de Abona település Spanyolországban, Santa Cruz de Tenerife tartományban. San Miguel de Abona Vilaflor, Arona és Granadilla de Abona községekkel határos. Lakosainak száma 23 138 fő (2024).

## Népesség
A település népessége az elmúlt években az alábbi módon változott:
| Lakosok száma | 8355 | 10 802 | 13 814 | 16 179 | 17 555 | 16 221 | 18 887 | 20 886 | 21 915 | 23 138 |
|               | 2001 | 2004   | 2007   | 2009   | 2012   | 2014   | 2017   | 2019   | 2022   | 2024   |